# Кортен
 Тази статия е за селото в България.  За селото в Молдова вижте Кортен (Молдова).  
Ко̀ртен е село в Югоизточна България. То се намира в община Нова Загора, област Сливен.
Село Кортен се намира на 6 км северно от Нова Загора. Известно е като традиционно лозаро-винарско селище. Произвеждат се основно различни сортове лози (посадъчен материал) с „американска подложка“. Във винарна „КОРТЕН“ се правят червени и бели вина. Местните жители са гостоприемни, особено по празници като Великден, Трифон Зарезан и др. Съществуват две читалища – читалище „Светлина“ и читалище „Светлина 2000“, които активно се занимават с културно-масова дейност. На всеки две години има неколкодневен фестивал на любителския театър, в който участват театрални групи от различни краища на страната.
Ежегодно се провежда Национален преглед на любителските многогласни хорове и групи за народно пеене.

## География
Кортен се намира на 6 км от общинския център Нова Загора, около 40 до областния център Сливен и също 40 до големия град Стара Загора. Движейки се по магистрала „Тракия“ разстоянието от Кортен до София е около 290 км. Също така Кортен се намира на 150 км от Бургас.
Кортен се намира в северната част на Горнотракийската низина, в подножието на Средна гора. В близост до Кортен се намират язовир „Пчелина“, който е само за стопанска цел, и „Щоките“.

## История
Кортен е създадено още при преселението на българите. Предполага се, че името на село Кортен произлиза от „Куртен“, което на старобългарски означава „Вълче село“. Най-вероятно при завладяването на областта Загоре от хан Тервел е основано селото. Кубрат е старобългарско име, което на старобългарски е звучало Курт(и). Другата възможност е от иранското „корта“ – кошара /„оградено място“/ срвн. името Динискорта, анализирано от В.Велков/;в този случай името ще се преведе като „Дворище“ /„Кошарище“/. Това имеподхожда по-добре на селото, защото то е богато и заможно.
През 1933 селото получава одобрение за финасиране от държавния фонд Кооперативни строежи на народни училища.

## Население
В селото има значителна група тракийски калайджии, които започват да се заселват през 60-те години на XX век.

## Обществени институции
В селото има църква още от преди Освобождението, затова тя е вкопана в земята. нейното име е „Св. Николай Чудотворец“. Тя е типична възрожденска църква, до входа са изобразени ктиторите, които са отделили средства за построяването ѝ.
В Кортен има читалище за близо 200 души

## Културни и природни забележителности
Кортен е едно от малкото места, където може да се види истински самолет МИГ 21. Заради храбростта на кортенския летец-изпитател Петър Банков, селото беше удостоено с честта да притежава бойна машина, която е летяла и бранела небето на България. Той може да бъде видян точно в центъра, където специално за откриването бяха направени реформи от съвестни жители, които събраха пари, за да може всеки преминал от там да разбере за смелите хора, които са живели, живеят и ще живеят там.

## Редовни събития
Традиционен кортенски празник е Трифон Зарезан – 14 февруари, когато задължително се прави празничен концерт в читалищната сграда, обикновено включващ фолклорни песни и танци. След края на концерта масово се посещават близките лозя и символично се зарязват.

## Други
В с. Кортен и околията съществува много интересен обичай наричан другаде ората копата, който се прави на християнския празник Сирни Заговезни. Това е хвърлянето на бутурници, запалени от много голям огън, наричан куралийница. Бутурниците са вид издялани от дърво стрели – обикновено се правят от дрян. Имат прикачени на тях крила, които се наричат „уши“, с които бутурницата лети и се върти около оста си, поради специфичната им извивка. Предната част на бутурницата е издялана под формата на конус или пирамида – тя представлява върха ѝ. В основата му се прави неголям отвор. На този отвор се нанизва бутурницата на гъвкава сурова пръчка с леко заострен връх. Самото хвърляне представлява запалването на ушите на бутурницата, вече нанизана на пръчката, и силно замятане настрани или нагоре, като пръчката рязко се спира в протегнатата напред ръка на хвърлящия, или в по дебела и тежка пръчка. Резултатът е „излитането“ на бутурницата в небето с въртеливо движение, от което наблюдателя вижда ясно очертано огнено кръгче от въртящите се запалени уши. Има поверие, че в каквато посока излети първата бутурница оттам ще бъде бъдещата изгора на човека, който я хвърля – разбира се това се отнася за млади неженени момчета и младежи. За здраве се хвърлят всички бутурници, като всяка се „нарича“ на някой от семейството, за приятели и дори за животни. Обичайно е, по време на хвърлянето на бутурниците, да се пие домашно вино, обикновено направо от нечия кана, услужливо подадена от някой от хвърлящите. След приключването на гореописания ритуал, всички се прибират по домовете и продължават с традиционната за този празник вечеря, включваща пита, бяла халва, завързана на връв, и пр.
Кортен – за чара на соца, бойните изтребители и перлената ракия
от Петър Петров
Кортен – за чара на соца, бойните изтребители и перлената ракия Кортенският МИГ на фона на общината
Освен че тези дни се прочу като родното място на първия български екшън-герой, сливенското село Кортен е забавно и живо място, което определено си заслужава да се посети, ако случайно сте попаднали в района.
С около 2000 жители, в полите на Средна гора, то е сравнително добре поддържано (за стандартите на българските села) и си има собствен културен живот, забележителности и празници. Все пак не са много селата с паркиран на площада боен изтребител МиГ-21, оборудван за въздушен бой с пълен комплект ракети. Реликвата на родната авиация вече никога няма да пори небесата, но през последните години допринася за славата на Кортен, заедно с хубавото грозде, вино и ракия, с които селото е традиционно известно.
Кортен е удобно близо до Нова Загора (6 км), но през последните години не е лесно без кола да се стигне до него, защото автобусите оредяха. Но винаги можете да направите като местните – да застанете до бензиностанцията на разклона от пътя София –Бургас и да махате на автостоп. Гарантирано до 15 минути някой ще ви качи, а пътуването е не повече от 5 минути.
Романтика от соца
В допълнение към споменатия вече МиГ, който всъщност е паметник в прослава на тримата кортенци военни летци, центърът на Кортен е запазил от очарованието на соца – има просторен площад, голямо основно училище, кметство, читалище с часовникова кула, салон и кръчма.
Селото се сдобива и с паметник на Хан Аспарух, подарен от затворено новозагорско поделение. Забележителна е църквата на Кортен, построена през 1835 г. Интересни са както външната и архитектура, така и някои части от иконостаса, които се приписват на видни майстори от българското Възраждане. Ако църквата се окаже затворена, винаги можете да питате за попа в съседната кръчма. Дори и да не е там, ще го намерят и той с удоволствие ще ви я покаже и ще ви разкаже историята ѝ.
Според местния етикет се смята за възпитано да почерпите след това. Не е задължително, но така най-добре вървят приказките, а кортенци обичат лакардиите. Те са направо влюбени във всички форми на самодейността – имат две конкуриращи се читалища, аматьорският театър печели непрекъснато награди, а певческите групи участват на всички форуми на народното творчество.
Местните краеведи са убедени в древните корени на селото и набързо ще ви разкажат всички легенди за това колко много са харесвали това място траките и римляните. Най-популярна е теорията, че името на селото идва от думата кохорта и се предполага, че такава римска бойна част е била разположена в древни времена по околните баири.
От Сирни Заговезни до гроздобера
Два са особено силните сезони за посещение на Кортен. Единият е гроздоберът, който обикновено е през някоя събота и неделя от втората половина на септември. Колкото и забързаното съвремие да убива романтиката на този древен ритуал, това все пак е времето, когато цялото село и голяма част от родините от големите градове, нахлуват с каруци и автомобили в лозовите масиви, и докато берат гроздето, обменят на висок глас новини, клюки и шеги. По това време работната ръка никога не е излишна, така че можете да се включите в почти сакралните дейности по мачкането на гроздето и винопроизводството. Гроздето отдавна не се тъпче с крака, но и със съвременните методи си е достатъчно вълнуващо и цапащо. Необходимата помощ през този период включва и допиването на последните остатъци вино и ракия от предната реколта, така че доброто настроение е гарантирано.
Другото интересно време за посещение в Кортен е Сирни Заговезни. Празникът се отбелязва с палене във всяка махала на огромни огньове, на които кортенци казва „куралийници“. Огньовете се прескачат за здраве, а в небето се изстрелват едни особени дървени ракети със запалени опашки, които се наричат „бутурници“. Както се полага веселбата е голяма.
За да усетите в пълна степен очарованието и на двата случая, обаче е най-добре да имате местен водач или домакин, който да обяснява спецификата. И тъй като кортеници са скептични към практическата полза от селския туризъм и няма местен туроператор, най-добрият вариант е да се свържете директно с кортенци. А това е лесно, тъй като селото е добре комуникационно осигурено – има си и уеб страница и страница във Фейсбук, които се поддържат най-активно, а хората винаги се вълнуват от външен интерес и са готови да помогнат.
Вкусът на живота по кортенски
Хълмовете на Средна гора около Кортен предлагат отлични възможности не само за отглеждане на лозя, но и за приятни разходки. Залесеният по време на соца Докса баир вече се е превърнал в приятна прохладна борова гора и освен за излети е подходящ и за планинско колоездене. Там правят местно състезание с планински велосипеди. А отвъд по-далечните хълмове, на час-два преход еязовир Жребчево – райско място за въдичарите. Само на няколко километра от Кортен минава и Тунджа, която предлага отлични места за пикник, излети и къпане през лятото.
Най-забележителната особеност на кортенската кухня е подправката самардала. Кортенци я смесват със сол в равни пропорции и получават „зелена сол“, която има специфичен аромат. Използват я като заместител на обикновената сол, подправят с нея всички ястия, и гледат с презрение както на бялото вещество, което използва останалата част от света, така и на външните хора, които питат за него с извинението, че „зелената“ им е странна и необичайна. Ценен местен специалитет е великденското агне/яре на пещ (в Кортен пекат агнета за Великден, не за Гергьовден). Напитката, на която Кортен дължи славата си обаче е перлената ракия, която се прави от ранния и много сладък и ароматен десертен сорт грозде „Перла“.

## Родени в Кортен
- Антон Бузуков (1869 – ?), български революционер
- Коста Колев (1921 – 2010 г.), български композитор, изпълнител, диригент, аранжор

## Други
На Кортен е наречена улица в квартал „Банишора“ в София (Карта).